# 大橋光夫
大橋光夫（1936年1月18日—）是一名知名日本實業家，曾任日本台灣交流協會（前名為財團法人交流協會）會長、慶應義塾評議員。

## 生平
東京都出身，父親為政治家大橋武夫，外祖父乃是前日本首相濱口雄幸。就讀東京教育大學附属中学校・高等学校（現筑波大學附屬中学校・高等学校）後1955年進入慶應義塾大学經濟學部就讀。
大學畢業後進入三井銀行，後來感覺「製造業比金融業適合自己」，就職未滿3年便離職，1961年12月進入昭和電工工作。
進入昭和電工不久後，1962年昭和電工が八幡製鐵、カイザー・アルミニウム(Kaiser Aluminum & Chemical Corp.)公司合作設立スカイ・アルミニウム(Sky Aluminum)，被派往美國任職。之後回到日本昭和電工本社後，負責石油化學部門，1988年任總合企劃部長，1989年升任董事總合企劃部長。
在日本景氣泡沫崩壞之後，景氣持續低迷，1993年昇常務董事。在當時日本化學業界以多角經營為方針，但大橋光夫卻負責將昭和電工的聚苯乙烯（polystyrene）部門出售給旭化成。1995年任專務董事，1997年就任代表董事社長，之後更加推動「選擇與集中」，將事業部門汰蕪存菁的任務，更使得中期經營計畫都能提前達成。
2005年3月期年度決算前退任，之後擔任昭和電工代表董事會長。2007年起任董事會長，2010年後擔任顧問，2014年起任最高顧問。
自第一線引退之後，擔任日本石油化學工業協會會長，日本化學工業協會會長及中外製藥的社外獨立董事，2005年起擔任瑞穗金融集團社外獨立董事。
2011年6月至2025年6月，任財團法人交流協會會長，並在其任內於2017年更名為日本台灣交流協會，此協會負責維持日本與台灣在官方之間實質關係的業務。

## 家世系譜
```
　　　　　　　　昭和天皇━━━今上天皇
　　　　　　　　　　　　　　　　┃
　　　　　　　　　　　　　　┏美智子
　　　　　　　正田英三郎━━┫
　　　　　　　　　　　　　　┗正田巌
　　　　　　　　　　　　　　　　┃
　　　　　　　　　　　　　　　┏淑
　　　　　小林和介━━直　　　┃　　
　　　　　　　　　　　┣━━━╋宏
濱口雄幸　　　　┏濱口雄彦　　┃
　　┃　　　　　┃　　　　　　┗幸
　　┃　　　　　┃
　　┣━━━━━╋富士　　　　┏大橋宗夫
　　┃　　　　　┃　┣━━━━┫
　　夏　　　　　┃大橋武夫　　┗大橋光夫
　　　　　　　　┃
　　　　　　　　┗濱口巌根　　┏郁子
　　　　　　　　　　　┣━━━┫
　　　　　　　　　　　稜　　　┗英子
　　　　　古沢潤一　　　　　　　┃
　　　　　　　┣━━━━━━古沢義文　　　　　　　　
　　　　　┏百合子　　　　
鳩山一郎━┫　
　　　　　┗鳩山威一郎　　

```

## 外部連結
- 《日本乃亞洲全體石化發展的領導者》大橋光夫訪問記錄，CHEMNET TOKYO（页面存档备份，存于）